# 退出印度运动
退出印度运动，又稱八月運動（英語：August Movement），為英属印度（印度帝國）時期的1942年8月，聖雄甘地於1942年8月8日在全印度國會委員會孟買會議上發起的運動，目的是要求結束英國在印度的統治。屬於公民抗命運動。這個運動採取的是非暴力抵抗作為行動指南。
克里普斯使團失敗後，1942年8月8日，甘地在孟買的退出印度講演中以“要么行動，要么死亡”（Do or Die）口号唤起人们的觉醒。全印度國會委員會發起了大規模抗議活動，要求實現有序英國撤軍。即使在戰爭中，英國人也準備採取行動。在甘地演講之後的數小時之內，幾乎所有印度國民大會的領導人未經審判就被監禁。大多數人在監獄中度過了余下的戰爭時期，並與民眾失去了聯繫。英國得到總督理事會、全印度穆斯林聯盟、王侯領、印度帝國警察、印度帝國軍隊、印度教大公以及當地公務員的支持。許多從戰時大量支出中獲利的印度商人不支持“退出印度運動”。許多學生更加關注其他事件。國際上唯一的支持來自美國，因為美國總統富蘭克林·羅斯福敦促英國首相溫斯頓·邱吉爾同意印度的某些要求。英國拒絕立即撤離印度，稱只有在戰爭結束後才會考慮。
印度各地發生了零星的小規模暴力事件，當局逮捕了上萬人，他們一直被監禁到1945年。就短期目標而言，退出印度失敗的原因是被鎮壓、協調薄弱以及缺乏明確的行動綱領。但由於第二次世界大戰付出的代價，英國政府意識到，從長遠來說，英國已經不可能繼續長期統治印度，於是戰後的問題就變為如何和平有序而優雅地撤離印度。
1992年，印度儲備銀行發行了紀念幣，以紀念退出印度運動。

## 二戰與印度的介入

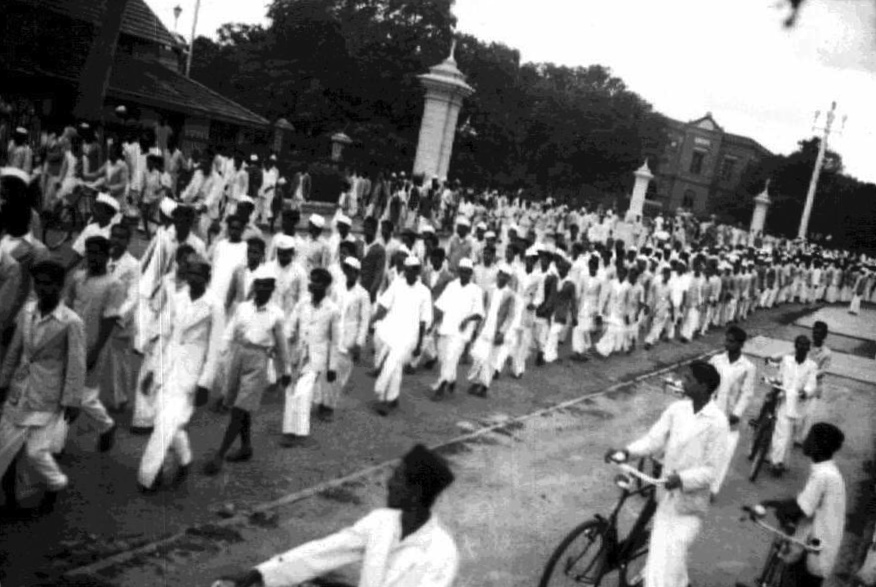
退出印度運動期間，印度國民大會黨在班加羅爾發起遊行

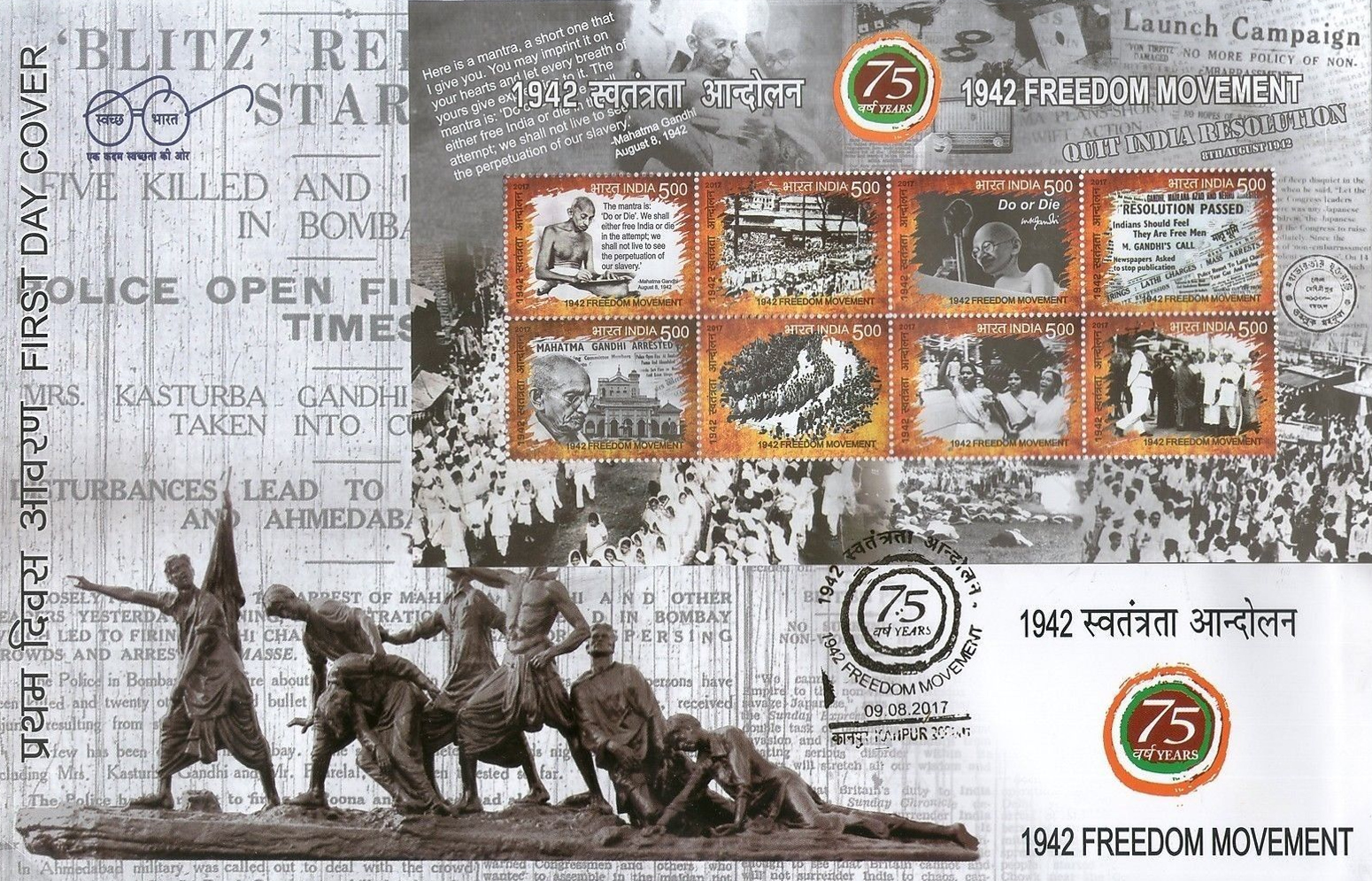
2017年發行的退出印度運動紀念郵票

### 推動運動發起的因素
1939年，英德開戰，印度作為大英帝國的組成部分參戰。國會委員會於1939年10月10日的會議上通過決議，譴責納粹德國的活動。同時，該決議還指出，除非事先徵詢印度的意見，否則印度無法參與戰爭。10月17日，總督對這項聲明發表聲明，他聲稱不列顛的戰爭目的是加強世界和平。他還說，戰爭結束後，政府將根據印度人的意願對1935年的法案進行修改。

### 克里普斯的使命
1942年3月，歐戰局勢激化，印度勉強參戰，英國面對着越發不滿的次大陸。印軍（尤其是非洲）和次大陸上的平民日益不滿，使不列顛政府派遣了下議院領袖斯塔福德·克里普斯到印度的代表團，後被稱為克里普斯任務。任務的目的是與印度國民大會談判達成一項協議，以在戰爭期間獲得全面合作。談判以失敗告終，因為他們沒有解決制定自治時間表和放棄相關權力的關鍵要求，其實質上提出了有限的統治地位，這是1940年代的印度運動完全無法接受的。

## 反對退出印度運動
印度教民族主義政黨，如Hindu Mahasabha，公開反對退出印度運動的呼籲，並正式抵制該運動。當時Hindu Mahasabha的主席维纳耶克·达莫德尔·萨瓦尔卡甚至寫了一封信。但是後來經過說服，他選擇加入退出印度運動。
儘管國民大會盡了最大努力，但該運動仍無法在孟加拉紮根。

### 王侯領
王侯反對退出印度並為反對派提供資金，退出印度運動在王侯領的支持較少。
退出印度運動幾乎沒有國際支持。運動支持者知道美國在原則上支持退出印度，並相信美國是盟友。但是，在邱吉爾施加了壓力。

## 事态发展
8月8日，甘地在孟买的古瓦利亚丹克（牲口沐浴场，Gowalia Tank）发表講演，从而发起了这场运动；講演后不到24小时，国大党各级主要领导人几乎全部被投入监狱，甘地被软禁于浦那的阿迦汗宫，國大黨全國工作委員會其他成員被關入艾哈邁德訥格爾堡（Ahmadnagar Fort），之后国大党被禁止活动。由于主要领导人遭受搜捕和软禁，这场运动变成了群龙无首的状态。随后出现大规模的群众集会和游行示威，并继而出现工潮。暴力事件层出不穷，各种爆炸事件、破坏政府公共设施的纵火案，电力设施遭到破坏、交谈通讯中断，致使部分地区呈现混乱局面。

## 英屬印度當局
英属印度当局采取镇压措施，通过拘禁、课以罚款，控制事态的蔓延。有数百人在冲突中丧生，拘禁达10万人。之后，这场运动的很多组织者转入地下活动，通过地下电台的广播、传播小册子和当局对抗。英国人开始感受面临的危机，当局用军舰将甘地和国大党其他领导人送往南非和也门。